# Часовня Николая Чудотворца (Верх-Нейвинский)
Часовня в честь Николы Чудотворца — старообрядческая часовня поморского согласия, существовавшая в заводском посёлке Верх-Нейвинском Екатеринбургского уезда Пермской губернии (позднее — посёлок городского типа в составе Свердловской области) в конце XIX — первой половине XX веков. Располагалась в районе современной улицы Просвещения.

## Архитектура
Часовня Николая Чудотворца представляла собой деревянное (бревенчатое) сооружение, напоминавшее по своей архитектуре классический храм. Вопреки традиции возведения часовен верх-нейвинская моленная была с колокольней. Часовня имела два купола, и под одним из них предполагалось установить колокол.

## История
В XVIII веке земли, на которых вырос современный посёлок Верх-Нейвинский, заселялись старообрядцами, бежавшими от гонений из европейской части России. Среди верх-нейвинских староверов были и поморцы — представители одного из наиболее радикальных согласий беспоповского толка. Зародилось данное течение на Русском Севере.
Начиная с XIX века, Пермская Духовная Консистория ежегодно вела статистический учёт раскольников в Пермской губернии. В середине XIX века в поселении Верх-Нейвинского завода проживало 99 староверов-поморцев.
Долгое время местные поморцы совершали все религиозные обряды и таинства дома либо ходили в соседнюю деревню Таватуй, которая была центром уральских поморцев и местом паломничества к могилам старцев Панкратия и Гавриила. Лишь в 1884—1886 годах верх-нейвинцы, следовавшие поморской традиции, за свой счёт возвели часовню в честь Николая Чудотворца в районе современной поселковой улицы Просвещения. Староверы пытались установить на звоннице колокол, для чего подавали ходатайство в Пермскую Духовную Консисторию. Тем не менее, Екатеринбургское Духовное Правление пресекало все попытки установить колокол, обосновывая, «что компаны суть колокола есть принадлежность православной церкви, а не часовни раскольников». После принятия указа «Об укреплении начал веротерпимости» 17 октября 1905 года поморская община добилась установки колокола весом 3 пуда и 35 фунтов.
Часовня просуществовала до 1943 года.